# Eremurus saprjagajevii
Eremurus saprjagajevii là một loài thực vật có hoa trong họ Thích diệp thụ. Loài này được B.Fedtsch. miêu tả khoa học đầu tiên năm 1935.